# Copa de China 2013
La Copa de China de 2013 fue una competición internacional de patinaje artístico sobre hielo, la tercera del Grand Prix de patinaje artístico sobre hielo de la temporada 2013-2014. Organizada por la federación china de patinaje, tuvo lugar en Pekín, entre el 1 y el 3 de noviembre de 2013. Hubo competiciones en las modalidades de patinaje individual masculino, femenino, patinaje en parejas y danza sobre hielo y sirvió como clasificatorio para la Final del Grand Prix de 2013

## Participantes
Los siguientes patinadores tomaron parte en la competición:
| País           | Patinaje masculino       | Patinaje femenino                                | Parejas                                                             | Danza sobre hielo                                                     |
| -------------- | ------------------------ | ------------------------------------------------ | ------------------------------------------------------------------- | --------------------------------------------------------------------- |
| China          | Song Nan Wang Yi Yan Han | Guo Xiaowen Li Zijun Zhang Kexin                 | Pang Qing / Tong Jian Peng Cheng / Zhang Hao Wang Xuehan / Wang Lei | Huang Xintong / Zheng Xun Yu Xiaoyang / Wang Chen Zhang Yiyi / Wu Nan |
| Francia        | Florent Amodio           |                                                  | Daria Popova / Bruno Massot                                         | Pernelle Carron / Lloyd Jones Nathalie Péchalat / Fabian Bourzat      |
| Alemania       | Peter Liebers            |                                                  | Aliona Savchenko / Robin Szolkowy                                   |                                                                       |
| Italia         |                          | Carolina Kostner                                 |                                                                     |                                                                       |
| Japón          | Takahiko Kozuka          | Haruka Imai Kanako Murakami                      |                                                                     |                                                                       |
| Kazajistán     | Denis Ten                |                                                  |                                                                     |                                                                       |
| Rusia          | Maksim Kovtun            | Nikol Gosviani Anna Pogorílaya Adelina Sótnikova | Anastasiya Martiusheva / Alexéi Rogonov                             | Yekaterina Bobrova / Dmitri Soloviov                                  |
| Estados Unidos | Richard Dornbush         | Agnes Zawadzki                                   | Alexa Scimeca / Chris Knierim Felicia Zhang / Nathan Bartholomay    | Alexandra Aldridge / Daniel Eaton Madison Chock / Evan Bates          |

## Resultados

### Patinaje individual masculino
| Clasificación | Nombre           | País                                  | Puntos | Programa corto | Programa corto | Programa libre | Programa libre |
| ------------- | ---------------- | ------------------------------------- | ------ | -------------- | -------------- | -------------- | -------------- |
| 1             | Yan Han          | Bandera de la República Popular China | 245,62 | 1              | 90,14          | 2              | 155,48         |
| 2             | Maksim Kovtun    | Bandera de Rusia                      | 238,65 | 2              | 81,84          | 1              | 156,81         |
| 3             | Takahiko Kozuka  | Bandera de Japón                      | 226,92 | 3              | 81,62          | 5              | 145,30         |
| 4             | Denis Ten        | Bandera de Kazajistán                 | 224,80 | 4              | 77,05          | 3              | 147,75         |
| 5             | Richard Dornbush | Bandera de Estados Unidos             | 218,57 | 6              | 72,58          | 4              | 145,99         |
| 6             | Florent Amodio   | Bandera de Francia                    | 213,39 | 5              | 76,75          | 6              | 136,64         |
| 7             | Peter Liebers    | Bandera de Alemania                   | 200,80 | 7              | 69,34          | 7              | 131,46         |
| 8             | Song Nan         | Bandera de la República Popular China | 196,80 | 8              | 68,68          | 8              | 128,12         |
| 9             | Wang Yi          | Bandera de la República Popular China | 185,22 | 9              | 63,27          | 9              | 121,95         |

### Patinaje individual femenino
| Clasificación | Nombre            | País                                  | Puntos | Programa corto | Programa corto | Programa libre | Programa libre |
| ------------- | ----------------- | ------------------------------------- | ------ | -------------- | -------------- | -------------- | -------------- |
| 1             | Anna Pogorílaya   | Bandera de Rusia                      | 178,62 | 3              | 60,24          | 1              | 118,38         |
| 2             | Adelina Sótnikova | Bandera de Rusia                      | 174,70 | 1              | 66,03          | 3              | 108,67         |
| 3             | Carolina Kostner  | Bandera de Italia                     | 173,40 | 2              | 62,75          | 2              | 110,65         |
| 4             | Kanako Murakami   | Bandera de Japón                      | 165,95 | 4              | 57,33          | 4              | 108,62         |
| 5             | Nikol Gosviani    | Bandera de Rusia                      | 152,04 | 6              | 53,76          | 5              | 98,28          |
| 6             | Haruka Imai       | Bandera de Japón                      | 150,30 | 5              | 54,79          | 6              | 95,51          |
| 7             | Agnes Zawadzki    | Bandera de Estados Unidos             | 147,64 | 7              | 53,73          | 8              | 93,91          |
| 8             | Zhang Kexin       | Bandera de la República Popular China | 144,88 | 9              | 53,32          | 9              | 91,56          |
| 9             | Guo Xiaowen       | Bandera de la República Popular China | 139,50 | 10             | 45,32          | 7              | 94,18          |
| 10            | Li Zijun          | Bandera de la República Popular China | 138,98 | 8              | 53,58          | 10             | 85,40          |

### Patinaje en pareja
| Clasificación | Nombre                                   | País                                  | Puntos | Programa corto | Programa corto | Programa libre | Programa libre |
| ------------- | ---------------------------------------- | ------------------------------------- | ------ | -------------- | -------------- | -------------- | -------------- |
| 1             | Aliona Savchenko / Robin Szolkowy        | Bandera de Alemania                   | 201,21 | 2              | 69,07          | 1              | 132,14         |
| 2             | Pang Qing / Tong Jian                    | Bandera de la República Popular China | 194,38 | 1              | 70,38          | 2              | 124,00         |
| 3             | Peng Cheng / Zhang Hao                   | Bandera de la República Popular China | 187,19 | 3              | 64,24          | 3              | 122,95         |
| 4             | Wang Xuehan / Wang Lei                   | Bandera de la República Popular China | 172,35 | 5              | 57,16          | 4              | 115,19         |
| 5             | Alexa Scimeca / Chris Knierim            | Bandera de Estados Unidos             | 161,72 | 4              | 57,99          | 6              | 103,73         |
| 6             | Felicia Zhang / Nathan Bartholomay       | Bandera de Estados Unidos             | 155,52 | 8              | 50,33          | 5              | 105,19         |
| 7             | Anastasiya Martiusheva / Alekséi Rogonov | Bandera de Rusia                      | 147,19 | 6              | 53,02          | 7              | 94,17          |
| 8             | Daria Popova / Bruno Massot              | Bandera de Francia                    | 141,33 | 7              | 51,82          | 8              | 89,51          |

### Danza sobre hielo
| Clasificación | Nombre                               | País                                  | Puntos | Danza corta | Danza corta | Danza libre | Danza libre |
| ------------- | ------------------------------------ | ------------------------------------- | ------ | ----------- | ----------- | ----------- | ----------- |
| 1             | Nathalie Péchalat / Fabian Bourzat   | Bandera de Francia                    | 165,68 | 2           | 63,60       | 1           | 102,08      |
| 2             | Yekaterina Bobrova / Dmitri Soloviov | Bandera de Rusia                      | 163,42 | 1           | 65,70       | 2           | 97,72       |
| 3             | Madison Chock / Evan Bates           | Bandera de Estados Unidos             | 150,53 | 3           | 56,77       | 3           | 93,76       |
| 4             | Pernelle Carron / Lloyd Jones        | Bandera de Francia                    | 134,12 | 5           | 50,20       | 4           | 83,92       |
| 5             | Alexandra Aldridge / Daniel Eaton    | Bandera de Estados Unidos             | 132,06 | 4           | 52,92       | 5           | 79,14       |
| 6             | Yu Xiaoyang / Wang Chen              | Bandera de la República Popular China | 106,18 | 7           | 41,24       | 6           | 64,94       |
| 7             | Zhang Yiyi / Wu Nan                  | Bandera de la República Popular China | 104,98 | 6           | 41,79       | 7           | 63,19       |
| WD            | Huang Xintong / Zheng Xun            | Bandera de la República Popular China |        | WD          |             |             |             |